# 愛我一下·夏
《愛我一下·夏》是一部2008年發行的泰國電影，這部影片的導演是松耀司·舒克馬卡納尼。主題是暑假期間四段故事，描述青少年時期愛情的酸甜苦辣等不同面向。

## 劇情
這部電影圍繞著一群高中生和大學生在學校放假期間，以及發展(或不發展)的關係展開。這部電影的情節中交織著四條浪漫的主線。小普(Charlie Trairat 飾)和小麥(Sirachuch Chienthaears 飾)都在爭奪娜娜(Ungsumalynn SirapatsakMetha 飾)，而班级怪胎喬(Ratchu Surachalas 飾)則愛上了受歡迎的女孩西西(Chutima Teepanat飾)。與此同時，歐蕾(Focus Jirakul 飾)對臺灣流行音樂轟動一時的滴滴(陸廷威 飾)非常著迷，赫恩(Chantawit Thanasewee 飾)在遇到日本遊客青井(Sora Aoi)時，正在考慮背叛他的女朋友奴亞(Thaniya Ummaritchoti)。

## 製作
導演舒克馬卡納尼承認，他的靈感源自英國浪漫主義喜劇真爱至上的格式，但指出亞洲文化中的關係不能跟西洋文化相比。
該工作室為避免日本成人影片明星蒼井空於青少年取向的電影中出演一事引起爭議，因此她的名字在宣傳時被省略掉，儘管在預告片中仍有出現。
導演曾表示影片中小愛出現的部份是源自一位朋友的實際經驗。

## 評價
這部影片在泰國境內163家戲院首日播放收入空前的1000萬泰銖，一週內的總收入達到3410萬泰銖。在2008年泰國電影的票房為第三高收入8000萬泰銖。
Xpress的評價為“性感和搞笑”以及“發人深省，年少時的種種回憶。該影片獲評委會特別獎，第四屆亞洲海洋電影節舉行的幕張，日本，蒼井空的一項獎項由一名日本記者代替出席。

## 人物角色
角色名字根據中文版DVD
- 查理·哲华 飾 小普
- Sirachuch Chienthaworn 飾 小麥
- 安格苏玛琳·希拉帕萨肯塔 飾 娜娜
- Focus Jirakul 飾 歐蕾
- Ratchu Surachalas 飾 喬
- Chutima Teepanat 飾 西西
- Thaniya Ummaritchoti 飾 奴亞
- 辰塔维·塔纳西维 飾 赫恩
- 蒼井空 飾 小愛
- 陸廷威 飾 泰迪/劉俊傑

## 獲獎
| 年份 | 年份                           | 分類                                 | 國家 | 結果   |
| ---- | ------------------------------ | ------------------------------------ | ---- | ------ |
| 2008 | 第四屆亞洲海洋電影節           | 特審獎                               | 日本 | 獲獎   |
| 2009 | 第六屆泰國獎項                 | 最佳攝影                             | 泰國 | 獲獎   |
| 2009 | 第六屆泰國Starpics獎項         | 最佳導演                             | 泰國 | 提名   |
| 2009 | 6th Starpics Thai Films Awards | 最佳電影剪輯                         | 泰國 | 提名   |
| 2009 | 第18屆泰國國家獎               | 最佳女配角(Focus Jirakul)            | 泰國 | 獲獎   |
| 2009 | 第18泰國國家獎                 | 最佳服裝設計                         | 泰國 | 提名   |
| 2009 | 第17屆曼谷批評大會獎           | 最佳圖片                             | 泰國 | 提名   |
| 2009 | 第17屆曼谷批評大會獎           | 最佳導演                             | 泰國 | 提名   |
| 2009 | 第17屆曼谷批評大會獎           | 最佳配角(Ratchu Surajaras)           | 泰國 | 提名   |
| 2009 | 第17屆曼谷批評大會獎           | 最佳配角(Focus Jirakul)              | 泰國 | 獲獎   |
| 2009 | 第17屆曼谷批評大會獎           | 最佳劇本獎                           | 泰國 | 提名   |
| 2009 | 第17屆曼谷批評大會獎           | 最佳電影剪輯                         | 泰國 | 提名   |
| 2009 | 第17屆曼谷批評大會獎           | 最佳配樂                             | 泰國 | 提名   |
| 2009 | 第6屆漢堡獎項                  | 最佳演員 (Focus Jirakul)             | 泰國 | 獲獎   |
| 2009 | 第6屆漢堡獎項                  | 最熱門搶戲演員 (蒼井空)              | 泰國 | 不適用 |
| 2009 | 第6屆漢堡獎項                  | 最佳原著音樂(รอเธอหันมา – โฟกัส จิระกุล) | 泰國 | 不適用 |
| 2009 | 第6屆漢堡獎項                  | 最佳原著音樂(อย่างน้อย – บิ๊กแอส)        | 泰國 | 不適用 |

## 外部連結
- YouTube泰國官方愛我一下·夏預告片 （页面存档备份，存于）
- 愛我一下·夏 （页面存档备份，存于）
- 愛我一下·夏 （页面存档备份，存于） （IMDb）上的資料